# Messier 110
NGC 205 ou M110 é uma galáxia elíptica localizada a cerca de 2,9 milhões de anos-luz (aproximadamente 0,889 megaparsecs) de distância na direção da constelação de Andrômeda. Possui uma magnitude aparente de 7,9, uma declinação de +41º 41' 26" e uma ascensão reta de 00 horas 40 minutos 21,9 segundos.
A galáxia NGC 205 foi descoberta em 10 de Agosto de 1773 por Charles Messier e é satélite da Galáxia de Andrômeda, pertencendo evidentemente ao Grupo Local de Galáxias.

## Descoberta e visualização

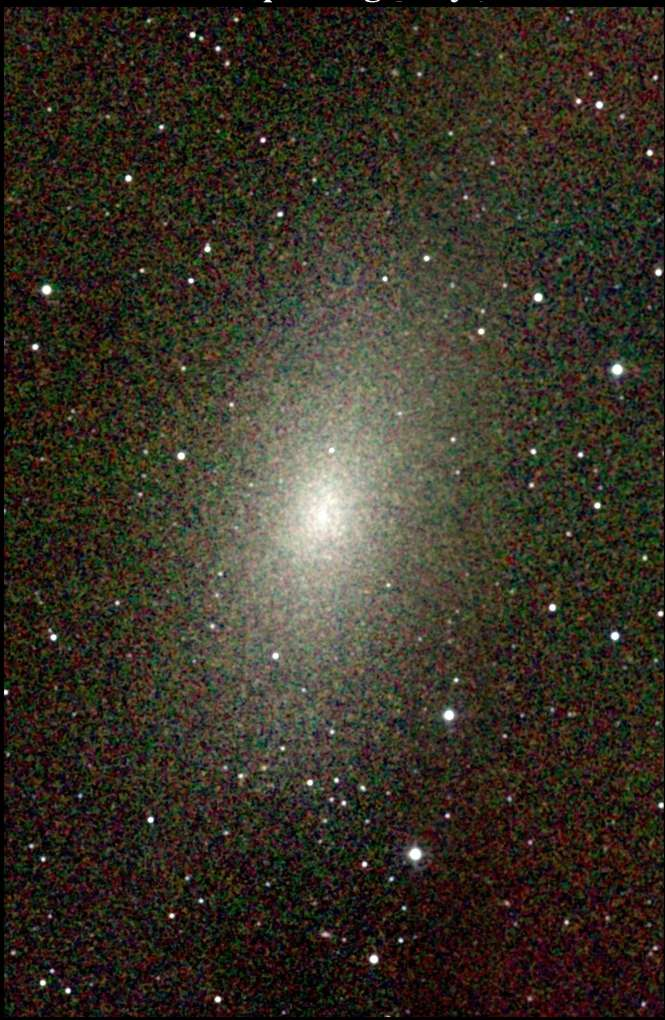
Messier 110, projeto 2MASS

A galáxia elíptica foi descoberta pelo astrônomo francês Charles Messier em 10 de agosto de 1773, mas por razões desconhecidas, nunca foi incluído em seu catálogo de objetos do céu profundo. Entretanto, foi descrito por ele próprio na edição do anuário astronômico francês Connaissance des temps em 1801 e incluído em um desenho de próprio punho seis anos mais tarde. Finalmente, em 1966 foi incluído na versão moderna do catálogo pelo astrônomo Kenneth Glyn Jones.
Caroline Herschel redescobriu o objeto independentemente em 27 de agosto de 1783 e foi novamente redescoberto por seu irmão, William Herschel, descobridor de Urano, em 5 de outubro de 1784.

## Características
A galáxia esferoidal anã está a mesma distância em relação à Terra do que a Galáxia de Andrômeda, cerca de 2,9 milhões de anos-luz. Walter Baade foi o primeiro a resolver suas estrelas mais brilhantes em 1944. Exibe algumas nuvens de matéria interestelar, incomuns para galáxias de seu tipo e sua massa foi estimada entre 3,6 e 15 bilhões de vezes a massa solar.
Mesmo pequena, contém 8 aglomerados globulares em seu halo galáctico, sendo o mais brilhante de magnitude aparente 15, visível dos maiores telescópios amadores.